# Emma Cleasby
Emma Cleasby (Dent (Cúmbria, Anglaterra,) segle XX) és una actriu anglesa de teatre, televisió i cinema coneguda pel seu paper com a Megan en la pel·lícula de terror del 2002 Dog Soldiers.
El seu CV llista les seves habilitats addicionals com a cantant Mezzosoprano, ball contemporani, Satori Jutsu Karate-Fer i doma de cavalls.

## Biografia
Cleasby es va graduar en Teatre a la Universitat de Hull, i va estudiar a L'Ecole Philippe Gaulier. Ha aparegut en escena en produccions de Private Lives, The Islander, Night Swimming, Vurt i Robin Hood. També ha aparegut en la producció del Shakespeare Reial Empresa de The Lion, the Witch and the Wardrobe, dirigida per Adrian Noble, i com a "Senyora Anne" a Richard III de l' English Shakespeare Company, dirigida per Michael Bogdanov.
A la televisió, Emma ha aparegut en les sèries de televisió britàniques Heartbeat, Holby City, Doctors, 55 Degrees North i  Coronation Street, així com els drames Sweet Dreams i The Project.
Ha aparegut en dues pel·lícules del director Neil Marshall - com a Megan en la pel·lícula de terror Dog Soldiers - i Katherine Sinclair en Doomsday. Cleasby també va protagonitzar el thriller de terror F sota la direcció de Johannes Roberts.